# Ashot I av Armenien
Ashot I (armeniska: Աշոտ Ա; ca 820–890) var en konung av Armenien som inledde landets andra guldålder (862–977). Han var son till Smbat VIII Bekännaren och tillhörde den bagratuniska dynastin.

## Biografi

### Uppväxt
Ashot föddes omkring år 820 som son till Smbat VIII Bagratuni och dennes hustru Hripsime. Smbat VIII var sparapet (överbefälhavare) och son till Ashot Msaker, Armeniens furste (regerade 806–826). Ashot hade även en bror vid namn Abas. Familjen Bagratuni räknades bland de mäktigaste i riket, vid sidan av ätten Artsruni. Båda familjerna, Bagratuni och Artsruni, kämpade om makten genom krigföring mot arabiska invasionsstyrkor. Senare övertogs riket av armenier som störtade den arabiska regimen. Smbat VIII förvisades till Samarra, där han sedermera avled. Ashot fortsatte att vistas i sin faders residens, beläget i närheten av staden Bagaran. Han var förmäld med Katranide. I likhet med sin far utnämndes Ashot till sparapet år 856 av den abbasidiske kalifen al-Mutawakkil.

#### Furste av furstar över Armenien
Under de arabisk-bysantinska krigen var stora delar av Ashots territorium belägna nära konfliktens huvudsakliga skådeplats. År 862, efter slaget vid Karasounk, erkändes Ashot som "furste av furstar" över Armenien, Georgien och Kaukasusländerna av den abbasidiske kalifen al-Musta'in, som såg detta som ett skydd mot de lokala autonoma emirerna. Denna titel gav Ashot i praktiken status som de facto kung och placerade honom på en jämförbar maktnivå med emirerna, utan att förläna honom direkt administrativ kontroll över riket. Ashot bibehöll denna ställning under de abbasidiska kaliferna al-Mu'tazz (866–869), al-Muhtadi (869–870) och al-Mu'tamid (870–892).
År 862 annekterade Ashot Bagrevand, kort efter att Grigor Mamikonian, ledaren för den regerande Mamikonian-dynastin, avlidit. Ashot medlade mellan Grigor-Derenik Artsruni och Gurgen Artsruni, kusiner och medlemmar av Artsruni-familjen som kontrollerade Vaspurakan. Därefter tillfångatog Ashot Grigor-Derenik och minskade storleken på kantonen runt Van. För att undvika ytterligare konflikt med Artsruni-familjen frigav Ashot Grigor-Derenik. Senare arrangerade Ashot ett äktenskap mellan sin dotter Sophie och Grigor-Derenik för att försonas. Ashot stärkte även relationerna med Siunia-dynastin genom att arrangera ett annat äktenskap mellan sin andra dotter, Mariam, och furst Vasak Gabur IV. Dessa familjeband bidrog till att stärka relationerna mellan Ashots söner och de omgivande dynastierna.
Ashot utnyttjade detta stöd för att föra krig mot emirerna. Han inledde med att besegra Kaysiterna i Manazkert år 863, med hjälp av sin bror och sparapet, Abas Bagratuni. År 877 började han strida mot emiren av Barda tillsammans med sin ostikan; dock ledde ostikanens misslyckande till att denne ersattes. Den nye ostikanen ingick ett hemligt fredsfördrag med emiren och förrådde Ashot. När Ashot fick kännedom om konspirationen mot honom sände han Abas för att avväpna ostikanen i Dvin; Abas eskorterade honom till gränsen på Ashots order för att undvika kalifens vedergällning. Ashot besegrade emirerna av Barda och Manazkert och belägrade den senare staden år 884; belägringen avbröts dock i förtid. Belägringen oroade Grigor-Derenik för Tarons gränser, som stod under hans kontroll. Ashot fick kontroll över regionerna Gugark och Utik så tidigt som år 860.
Ashots inflytande sträckte sig även till Kaukasiska Iberien, där vissa medlemmar av hans Bagratuni-familj hade bosatt sig i slutet av 600-talet. Där, omkring år 875, bildade han en allians med Bagrat I av Iberien, hans styvbror, mot Bagrats bror, Guaram Mampali. Tillsammans besegrade Ashot och Bagrat Guaram. År 881 bildade Ashot en allians med David I av Iberien och Adarnase IV av Iberien, Bagrats son respektive dotterson, för att besegra Guarams son, Nasra av Tao-Klarjeti.

##### Kung av Armenien
Flera framstående samtida armenier, däribland Grigor-Derenik Vaspurakan, insisterade på Ashots kröning. Ashot kröntes till Armeniens konung år 885 med samtycke från kalifen al-Mu'tamid, i syfte att förhindra intrång på armeniskt territorium av Basilios I, en bysantinsk kejsare av armeniskt ursprung. Till följd av sin kröning återupprättade Ashot det armeniska kungadömet och blev grundaren av det medeltida Kungariket Armenien, även känt som Bagratidiska Armenien, benämnt efter Bagratuni-dynastins samtida styre. Det bagratidiska kungadömet bestod fram till 1045, då det annekterades av det Bysantinska riket.
Trots sin ställning förblev Ashot underställd kalifen och sattes under övervakning av emirerna av Atropatene. Varje armenisk furste lydde under Ashots auktoritet (om än i form av primus inter pares). Dvin samt emiraten Manazkert och Karin (och, enligt Konstantin VII, även Khoy och Salmas) hamnade likaså under Ashots kontroll, trots motstånd från de lokala styrena. Emiren av Manazkert besegrades på detta vis och tvingades underkasta sig Ashots styre år 885.
Ashots inflytande sträckte sig inte enbart till Armenien utan även till Iberien. Efter Grigor-Derenik Artsrunis död år 887 placerade Ashot sin egen dotterson, Ashot-Sargis Artsruni, under ledning av den närbesläktade Gagik Aboumerwan Artsruni. Under åren 887 och 888 stödde Ashot sin brorson Adarnase IV av Iberien i att störta Bagrat I av Abchazien. Samma år, 888, sände Ashot sin bror Abas till Kars för att kväsa ett uppror lett av prins Sahak-Mleh av Vanand.
Ashot begav sig till Gugark för att slå ned ytterligare ett uppror, där han kämpade sida vid sida med sin son och arvtagare, Smbat I. Han avled år 890. Den samtida historikern Hovhannes Draskhanakerttsi ger en redogörelse för hans död:
"Eftersom han avled på resan, i ett värdshus vid en klippig plats kallad K'arsparn, fördes hans kropp i en kista till staden Bagaran, det kungliga residenset, där kistan sveptes i klädnader och slöjor vävda och prydda med guld; noggrant utvalda avdelningar av militära styrkor, klädda i vapen och utsmyckningar, stod som vakt. Den store katolikos, åtföljd av övriga präster från kyrkan, trädde fram och sjöng psalmer högtidligt samt höjde sina röster i lovprisning. Hans tre söner, de högsta prinsarna av det kungliga huset, och andra vänner följde kistan, och så anlände de till begravningsplatsen... Där byggde de en grav värdig en kung och begravde honom på hans förfäders begravningsplats."
Smbat I efterträdde honom. 

## Armeniens utveckling under Ashots styre
Ashots återupprättande av det armeniska kungadömet åtföljdes av ekonomisk tillväxt och en pånyttfödelse av konst och religion. Flera kulturella byggnader återställdes och renoverades. Under Ashots regeringstid skapades den första khachkaren år 879 som en hyllning till hans hustru, Katranide. Urban expansion började ta form, och jordbruket blomstrade. Vinodling blev en särskilt framgångsrik näring.

## Religiösa angelägenheter
Ashot gav sitt stöd till den armeniska apostoliska kyrkan under sitt styre. Han insåg risken att kyrkan kunde komma att fusioneras med den ortodoxa bysantinska kyrkan, på grund av det Bysantinska rikets inflytande i regionen, och fruktade att detta skulle leda till att neka honom hans rätt till tronen. År 862, när den ekumeniske patriarken av Konstantinopel, Photios I, försökte ena den armeniska kyrkan genom att sända två brev till katolikos Zakarias I och Ashot, sammankallade Zakarias och Ashot ett råd i Yerazgavors; det tvetydiga svaret formulerades av Ashot. Ashot fortsatte att mottaga brevväxling; år 882 erhöll han ett brev tillsammans med en del av det Sanna Korset, vilket tilldelades katolikos Mashtots I, en vän till Ashot (korset har sedermera gått förlorat). Ashot stödde även den armeniska kyrkans strävan att avskilja sig från den kaukasiska albanska kyrkan. Ashot donerade flera skatter till den armeniska katolikos för att fördelas bland kyrkorna.